# Princeton (Californie)
Pour les articles homonymes, voir Princeton.
Princeton est une census-designated place du comté de Colusa, dans l'État de Californie, aux États-Unis,. En 2020, elle compte une population de 309 habitants.